# سيد علي لاكروم
 سيد علي لاكروم (1987 الجزائر) هو لاعب كرة قدم جزائري.

## روابط خارجية
- سيد علي لاكروم على موقع قاعدة بيانات كرة القدم.إي يو (الإنجليزية)
- سيد علي لاكروم على موقع ناشيونال فوتبول تيمز (الإنجليزية)
- سيد علي لاكروم على موقع Soccerway.com (الإنجليزية)